# 王力可
王力可 (1987年2月27日—)，女演员，原名王安琪，山东济南人。出演过多部影视剧。畢業于北京舞蹈学院2000級音乐剧系及解放军艺术学院。

## 作品

### 电影
- 2005年《淬火》飾：依香
- 2005年《杨德财征婚》飾：張小姐
- 2009年《嫁给大山的女人》 飾：山菊
- 2010年《金門新娘》飾：林岳敏
- 2017年《窦娥奇冤》
- 2018年《信仰者》
- 2018年《向阳的日子》
- 2020年《幸福的滋味》（电视电影）
- 2020年《天堂的张望》
- 2021年《山歌》飾：赵琳

### 电视剧
- 2004年《血色浪漫》 饰：秦岭
- 2005年《野火春风斗古城》 饰：银环 导演：连奕名
- 2005年《离婚女人》 饰：姜妍 导演：曾丽珍
- 2005年《窗外有张脸》 饰：麦娅婷 导演：刘 志
- 2006年《只比永远少一天》 （《一定要幸福 》）饰：周蜜 导演：梦继
- 2006年《大刀》饰：路明珠 导演：连奕名
- 2006年《狼毒花》饰：陆佳萍 导演：黄文利
- 2007年《疯狂的麦穗》饰：麦琪
- 2008年《红灯记》饰：李铁梅
- 2008年《父辈的旗帜》饰：佳佳
- 2008年《天下兄弟》饰：石兰
- 2008年《侦探成旭之千年迷局》饰：洛红婴
- 2008年《封神榜之武王伐纣》饰：子鱼
- 2009年《迷雾重重》 饰：孔雀
- 2009年《再婚》 饰：赵启芳
- 2009年《雷锋》 饰：汪玉琴
- 2009年《冷箭》饰：周圆
- 2009年《西津渡》饰：翠兰
- 2010年《新西游记》饰：女儿国国王、蛟魔王（青灵）
- 2010年《黄河古镇》（青城緣）饰： 香玉
- 2010年《风雨梵净山》饰：黃菲儿
- 2011年《香格里拉》饰：尼钦卓玛
- 2011年《護國軍魂傳奇》：小凤仙
- 2011年《十二生肖传奇》饰：燕儿、靈姬
- 2012年《夢回唐朝》饰：武则天
- 2012年《焦裕禄》饰：钟霞
- 2013年《战火大金脉》饰：孟喜梅
- 2013年《隋唐演義》饰：杨玉儿
- 2013年《异镇》饰：何莜真
- 2013年《决战燕子门》饰：东方玉
- 2013年《茶颂》饰：南波娅
- 2013年《利箭纵横》饰：小桃花
- 2014年《舞乐传奇》饰：韋貴妃（唐德宗愛妃）
- 2014年《大村官》饰：田花花
- 2014年《青果巷》饰：青果
- 2014年《勇士之城》饰：沈湘菱
- 2014年《美人制造》饰：阿九
- 2015年《大村官之放飞梦想》饰：田花花
- 2015年《反恐特战队》饰：那敏
- 2015年《李冰传奇》饰：魏萱
- 2016年《下辈子还做我老爸》饰：田美娜／田小娜
- 2017年《女儿红》饰：赵一迪
- 2017年《春天里》饰：李春妮
- 2017年《索玛花开》饰：王敏
- 2018年《人民子弟兵》饰 慕容瑞雪
- 2021年《那些日子》饰 黄文秀
- 2022年《三泉溪暖》饰 高云溪
- 2023年《风雨送春归》（2017年拍攝）饰 林妙雪
- 2024年《走向大西南》饰 卓琳
- 2025年《我叫张思德》饰 廖小湘
- 待播中《初心》
- 待播中《茶间道》

## 音乐剧
- 《猫》、《西贡小姐》、《歌剧院幽灵》

## 奖项
- 第13届华鼎奖 中国百强电视剧最佳新锐女演员《茶颂》

## 外部連結
- 王力可的新浪微博